# Sceptrothelys
Sceptrothelys is een geslacht van vliesvleugeligen uit de familie Pteromalidae. De wetenschappelijke naam van dit geslacht is voor het eerst geldig gepubliceerd in 1956 door Graham.

## Soorten
Het geslacht Sceptrothelys omvat de volgende soorten:
- Sceptrothelys consocius (Walker, 1874)
- Sceptrothelys deione (Walker, 1839)
- Sceptrothelys gracilenta Graham, 1992
- Sceptrothelys grandiclava (Walker, 1835)
- Sceptrothelys intermedia Graham, 1969
- Sceptrothelys lividicorpus (Girault, 1917)
- Sceptrothelys occultus (Förster, 1841)
- Sceptrothelys parviclava Graham, 1969
- Sceptrothelys placens (Walker, 1874)